# Geuzenmonument (Vlaardingen)
Het Geuzenmonument op de Markt in Vlaardingen is een bronzen beeld van de Vlaardingse beeldhouwer Leen Droppert, dat op 12 maart 1983 door koningin Beatrix is onthuld.
Het monument herinnert aan de Geuzen, de eerste grote groep verzetsstrijders uit de Tweede Wereldoorlog en aan alle Geuzen die de oorlog niet overleefden.

## Het monument
Het beeld staat op de Markt in Vlaardingen, waar het stadhuis uit 1650 en het voormalige politiebureau zich bevinden. Een groep van achttien Geuzen werd in het politiebureau vastgezet, nadat de Duitsers hen had opgepakt. Zij werden overgebracht naar de gevangenis van Scheveningen (Oranjehotel), waar veertien van hen op 13 maart 1941 op de Waalsdorpervlakte werden gefusilleerd. Drie waren minderjarig en werden vervangen door drie leiders van de Amsterdamse Februaristaking, één was reeds overleden. Aan de slachtoffers herinnert een oversteekplaats, die met 18 zwarte vakken de weg van het monument naar het politiebureau markeert.
Het bronzen beeld stelt een lopende man voor, zijn ene hand tot vuist gebald, zijn andere afwerend geheven. Voor hem staat een paar onderbenen, afgehakt boven de knie. Achter het geheel staat een muurtje van verspringende hoogte in de vorm van een halve cirkel, links- en rechtsvoor staan kortere cirkelsegmenten. Op de halve cirkel staat de tekst:
Geuzenverzet, mei 1940 – mei 1945, Verzet tegen den vijand geschiedt steeds op den juisten tijd.

## Herdenking
Ieder jaar op 13 maart worden de Geuzen herdacht door belangstellenden, die kransen leggen op het Geuzengraf op begraafplaats Emaus in Vlaardingen, waar zes van hen begraven liggen. Daarna is er een stille tocht naar het monument op de Markt, waar ook een herdenking is. Hierna wordt in de Grote Kerk de Geuzenpenning uitgereikt  aan 'personen of instellingen die zich op bijzondere wijze hebben ingezet voor de democratie of tegen dictatuur, discriminatie of racisme'. Dit wordt georganiseerd door de Stichting Geuzenverzet 1940-1945.
Het monument is geadopteerd door 'Het College Vos', een middelbare school in Vlaardingen.